# Macadam Bumper
Macadam Bumper è un videogioco di flipper pubblicato nel 1985 da ERE Informatique per gli home computer Amstrad CPC, Atari ST, Commodore 64, MSX, Oric, Thomson TO7 e ZX Spectrum e nel 1987 per MS-DOS. 
Venne pubblicato anche con il titolo Pinball Wizard da Accolade negli Stati Uniti d'America.

## Modalità di gioco
Il gioco simula un tipico flipper per 1-4 giocatori, con visuale dall'alto a schermata fissa. Alla sinistra del tavolo sono mostrati i vari indicatori di punteggio sullo sfondo di una donna sexy. I componenti del flipper sono di tipo realistico: respingenti, rampe, bersagli verticali o a raso, alette multiple, ecc.
Sono disponibili anche tasti per simulare lo scuotimento del flipper verso destra o sinistra, da non usare eccessivamente o si rischia di mandarlo in tilt.
Il gioco include un editor di tavoli completo, per modificare il tavolo attuale o crearne uno da zero. Oltre a posizionare i vari tipi di componenti elettromeccanici predefiniti, è possibile disegnare pareti e decorazioni a mano libera con qualsiasi forma e colore. Si possono inoltre modificare i punteggi associati a ciascuna azione e vari parametri fisici generali, come pendenza ed elasticità.